# Zemský okres Aurich
Zemský okres Aurich (německy Landkreis Aurich) je zemský okres v německé spolkové zemi Dolní Sasko. Sídlem správy zemského okresu je město Aurich. Má přibližně 190 tisíc obyvatel. 

## Města a obce
| Města: 1. Aurich 2. Norden 3. Südbrookmerland 4. Wiesmoor | Obce: 1. Baltrum 2. Berumbur 3. Dornum 4. Großefehn 5. Großheide 6. Hage 7. Hagermarsch 8. Halbemond 9. Hinte 10. Ihlow 11. Juist 12. Krummhörn 13. Leezdorf 14. Lütetsburg 15. Marienhafe 16. Norderney 17. Osteel 18. Rechtsupweg 19. Upgant-Schott 20. Wirdum |